# Войславичі (гміна)
Гміна Войславичі (пол. Gmina Wojsławice) — сільська гміна у східній Польщі. Належить до Холмського повіту Люблінського воєводства.
Станом на 31 грудня 2011 у гміні жило 4004 особи.

## Площа
Згідно з даними за 2007 рік площа гміни становила 110.18 км², у тому числі:
- орні землі: 78.00%
- ліси: 16.00%

Отже площа гміни становить 6.19% площі повіту.

## Населення
Станом на 31 грудня 2011:
| Опис     | Загалом | Загалом | Чоловіки | Чоловіки | Жінки | Жінки |
| -------- | ------- | ------- | -------- | -------- | ----- | ----- |
| одиниця  | осіб    | %       | осіб     | %        | осіб  | %     |
| все      | 4004    | 100     | 1972     | 49.25    | 2032  | 50.75 |
| міське   | 0       | 100     | 0        |          | 0     |       |
| сільське | 4004    | 100     | 1972     | 49.25    | 2032  | 50.75 |

## Сусідні гміни
Гміна Войславичі межує з такими гмінами: Білопілля, Ґрабовець, Жмудь, Краснічин, Лісневичі, Ухане.

## Історія
За даними Варшавського статистичного комітету, у 1909 р. тут жило 10,1 тис. осіб, у тому числі 39,5% православних і 38,8% римо-католиків (у 1905 р.: 40% православних, 37,8% римо-католиків).